# Wenzel Karl
Wenzel Karl (8. dubna 1802 Žatec – 10. června 1870 Království) byl římskokatolický kněz, autor náboženské literatury a botanik.

## Život a dílo

### Studium
Byl žákem žateckého gymnázia, později v Praze vystudoval filozofii a v Litoměřicích teologii. Na kněze byl vysvěcen 4. září 1826 v Litoměřicích. V letech 1832–1845 byl kaplanem a katechetou ve Šluknově.
Od října 1845 do dubna 1846 pobýval v Itálii. Spolu s ním tam byl i jiřetínský farář Josef Pietsch. Kromě otázek teologických v Římě se v Itálii věnoval i svému koníčku, tj. botanice. Cestu i pobyt v Itálii zmínil ve své studii Reiseflora aus Italien, která bylo uveřejněna v rakouském botanickém časopise Österreichisches Botanisches Wochenblatt roku 1851. Další své zážitky pak zaznamenal později v pamětní knize fukovské farnosti. Psal o svém stezku po domově, mořské nemoci, o Římě i dalších navštívených městech nebo o přijetí u papeže. Na Zelený čtvrtek 1846 se zúčastnil obřadu při němž papež Řehoř XVI. symbolicky po vzoru Ježíše Krista omýval nohy svým hostům při večeři. Papež mu pak předal rovněž kytici. Karl si z dárku od Řehoře XVI. ponechal tři květy, z nichž jeden vložil do jednoho ze svých herbářů (tzv. „žateckého“). Zbytek rozdal.
Při zpáteční cestě navštívili oba duchovní rovněž benediktýnský klášter Monte Cassino, dále Neapol, Pompeje, Benátky a Florencii. Emotivně na něj zapůsobil i půlnoční výstup na sopku Vesuv. Jako zanícený botanik navštívil i významné botanické zahrady v Itálii i Rakousku.

### Pobyt ve Fukově

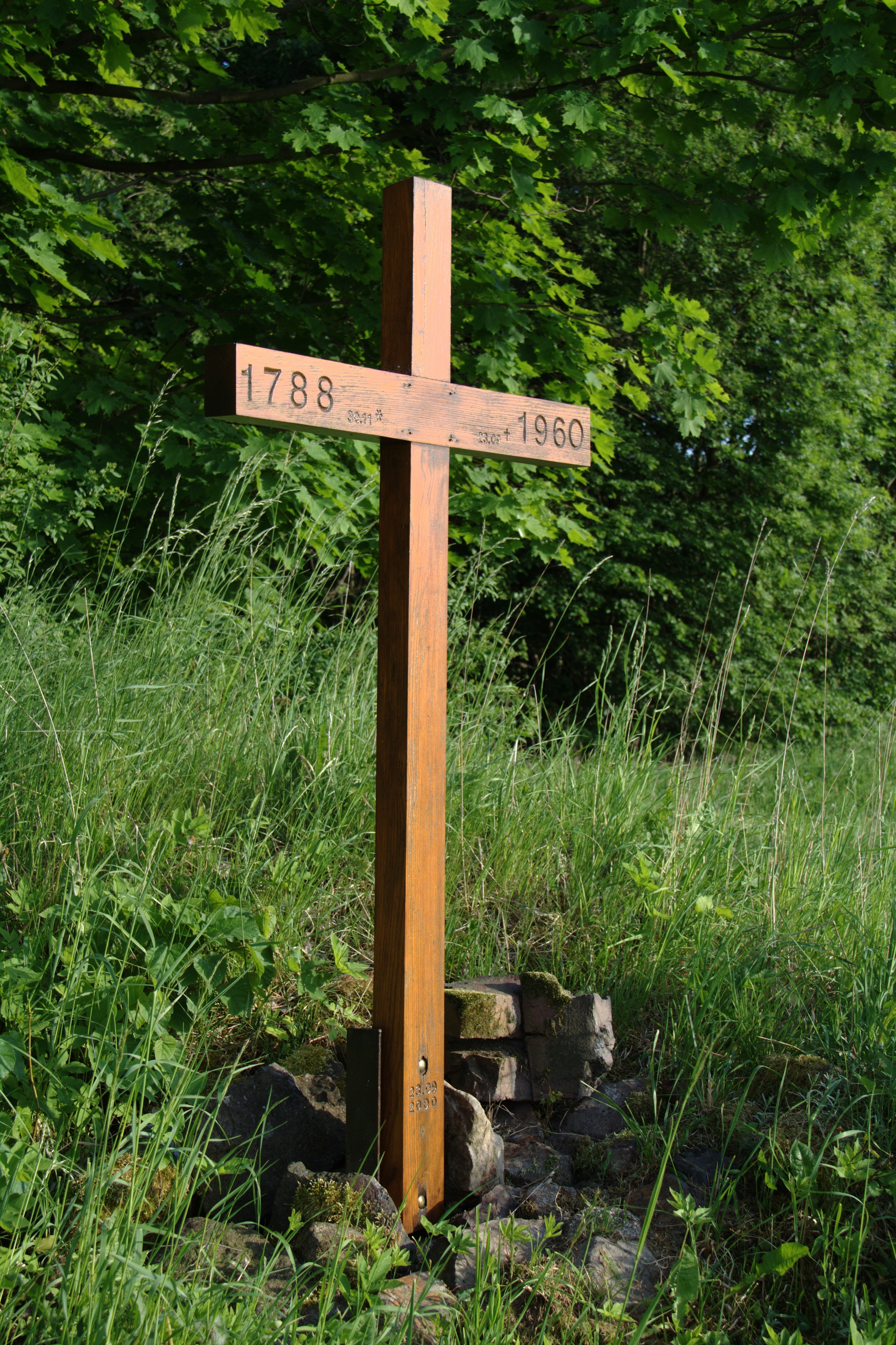
Kříž ve Fukově připomínající zaniklou obec

Po návratu v roce 1846 se stal nejdříve lokalistou ve farnosti Fukov. Když byla v roce 1853 ve Fukově zřízena vlastní farnost, stal se prvním fukovským farářem. Zde ve Fukově věnoval se nejvíce sběru rostlin, které posílal i do světa. Botanici si rostliny s oblibou vyměňovali, jedna skupina byla např. kolem zmíněného rakouského botanického časopisu. Své rostlinné úlovky posílal také např. průkopníkovi české floristiky Filipu Maxmiliánu Opizovi (1787–1858), z jehož díla pak vycházel např. profesor botaniky na české univerzitě Ladislav Josef Čelakovský, autor díla Prodromus květeny české.
Za svého života sestavil celkem tři velké herbáře. Jeden z nich měl být později prodán za 400 tolarů do německého města Halle. Další měl koupit za 200 tolarů kněz z Oseku, třetí vlastnilo až do roku 1965 gymnázium v Žatci, než se dostal do muzea v Litoměřicích. Žatecký herbář obsahoval přes 4 tisíce položek. Podle Karla byly pojmenovány dva druhy pupavy (Carlina vulgare – pupava obecná a Carlina acaulis – pupava bezlodyžná). Kromě vyšších rostlin sbíral rovněž mechorosty a řasy. Jeden druh řasy byl po něm rovněž pojmenován. Významně přispěl k popsání květeny v severočeském regionu. Roku 1852 vyšla ve zmíněném rakouském botanickém časopise jeho studie Nord-Böhmen und seine Flora (Severní Čechy a jejich květena).

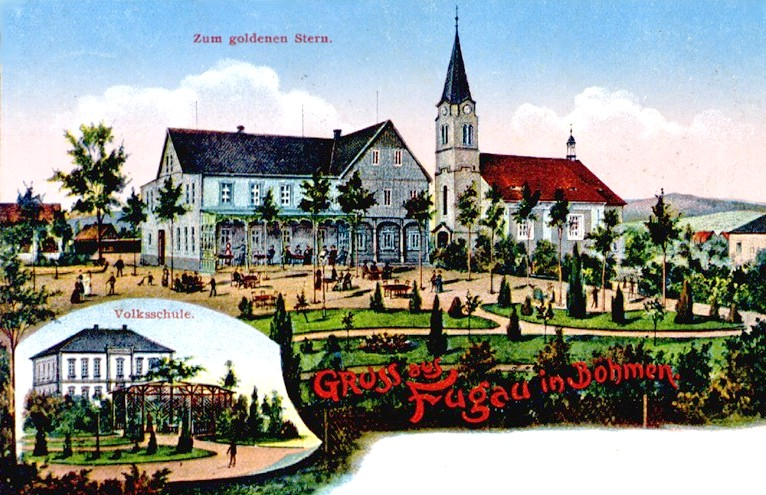
Kostel sv. Václava ve Fukově na historické pohlednici

V roce 1852 vznikl ve Fukově betlémářský spolek, který byl prvním spolkem betlémářů v Evropě. Emil Tůma, který se věnoval jeho životu a působení přeložil zápis ve fukovské pamětní knize, kde Karl o vzniku spolku píše: „Anno Domini 1852. Opětovný začátek tohoto roku byl sice mírný, za žádných okolností však příjemný. Nadměrně rozšířená hniloba brambor způsobila výrazný vzestup cen obilí na 5–6 tolarů za měřici, výrobky šly špatně na odbyt, výdělek byl skrovný, takže chudí lidé byli sužováni hladem a zimou. Přesto dobrá mysl fukovské obce nevymřela. Přišel jsem s návrhem stavby jesliček (betlému) v kostele ve svaté vánoční době. Svatý František Serafínský zanechal tímto vynálezem katolické církvi známku své svatosti. Nebudete-li jako děti, nevejdete do nebeského království. Po tomto výroku Pána nám musí být vítány všechny prostředky, které probouzejí a podporují dětsky věřící mysl našich obcí. A jistě není lepší prostředek než jesličky (betlém). I stařec se stává dítětem, když stojí před jesličkami, které jako dítě rád stavíval. Náš betlém má dle rozpočtu stát 120 zlatých. Kde vzít tolik peněz? – Vytvořili jsme betlémový spolek, jehož členové dají týdně 1 krejcar konvenční měny a vykonají modlitbu za obrácení hříšníků. 130 členů se zapsalo v jednom dni a dílo bylo objednáno v Jihlavě na Moravě u sochaře Antona Quise..." Betlém, který, byl nakonec o trochu dražší, se těšil zasloužilé pozornosti i od návštěvníku ze sousedního Saska.
Kdysi převážně německý Fukov ve 21. století již neexistuje. Obyvatelé byli po skončení II. světové války vysídleni a zbytky obce včetně kostela sv. Václava, kde byl popisovaný betlém, byly zbořeny roku 1960. Na místě Fukova najdeme dnes památný dřevěný kříž. V 2. pol. 19. století zde stávalo kolem 135 domků a žilo zde přes 800 obyvatel. Zmíněný betlém se používal patrně do 20. let 20. století, kdy byl pořízen betlém nový. Nejsou dostupné informace, kde skončil.

### Farář v Království

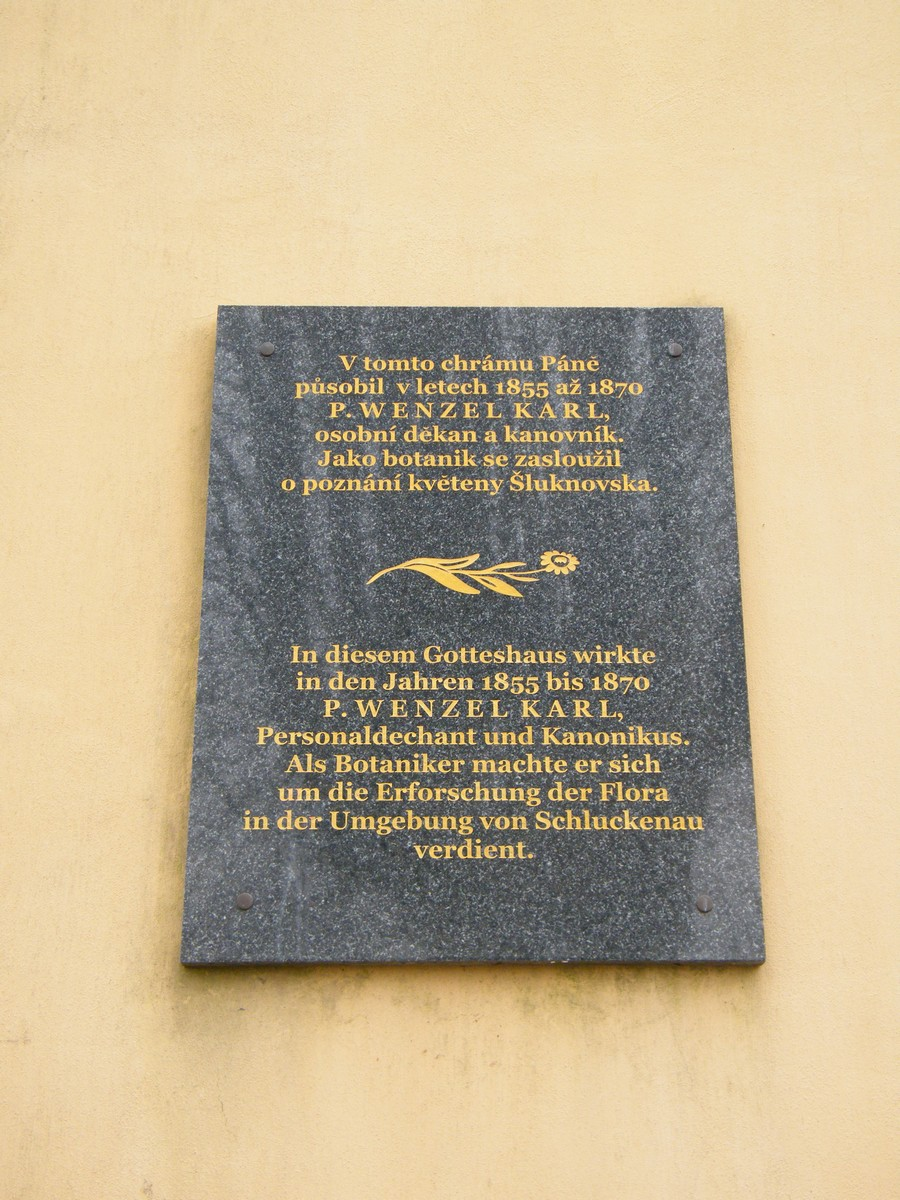
Pamětní deska R.D. Wenzela Karla umístěná na kostele sv. Vavřince v Království

Od roku 1856 by farářem v Království u Šluknova. V tomto období vydal, krátké náboženské dílo: Kreuzwegandacht: mit besonderer Berücksichtigung der Stationen des heiligen Kreuzweges in der Gemeinde Königswalde, které vyšlo v roce 1861. Jako florista zároveň publikoval herbáře a studie z oblasti botaniky a zabýval se také betlémářstvím.
Pro svou duchovenskou činnost byl v roce 1858 jmenován osobním děkanem a v roce 1861 kanovníkem. Centrem Království je empírový, tedy v době Wenzelově moderní, kostel sv. Vavřince se hřbitovem. Na kostele je dnes umístěna česko-německá pamětní deska připomínající Karlovo působení i jeho zásluhy o zmapování květeny Šluknovska. Pro svou duchovenskou činnost byl v roce 1858 jmenován osobním děkanem a v roce 1861 kanovníkem.

### Křížová cesta naKamenném vrchu

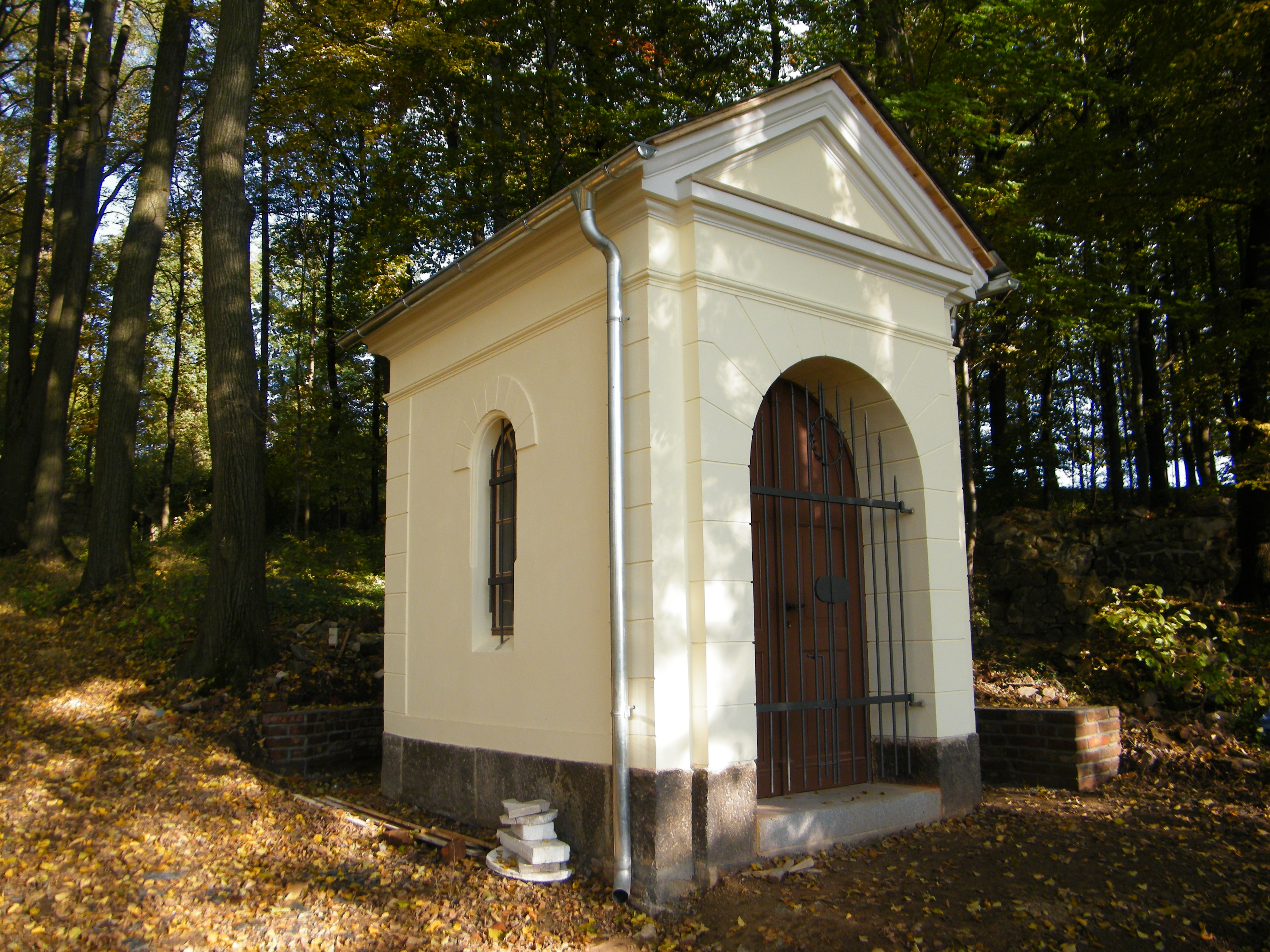
Kaple Bičování Krista po rekonstrukci (2016)

Stal se iniciátorem křížové cesty na Kamenném vrchu u Království. Kromě toho zde plánoval i vznik betlému, což už ovšem nestačil realizovat. Nová křížová cesta u Království vznikla podobně jako fukovský betlém, z příspěvků věřících. Pozemek byl získán darem.
Křížová cesta měla řadu netypických stavbiček. I nezvyklé patnácté zastavení s vyobrazením kalichu a hostie. Uvádí se, že to mělo být i díky soupeření Karla se šluknovským farářem. Snad měl vliv i Karlův pobyt v Itálii. Postupně zde vznikly kaple Žaláře Krista, kaple Bičování Krista, kaple Kalvárie, kaple Božího hrobu, grotta sv. Petra a sv. Máří Magdalény a Getsemanská zahrada. V 60.- 70. letech 20. století došlo k poničení a částečnému rozebrání cesty. Některé kaple zanikly zcela. Roku 2017 byla obnovena jednotlivá zastavení, což byl počátek znovuvýstavby i dalších staveb křížové cesty. Křížové cesty se týkal i Karlův teologický spisek: Kreuzwegandacht: mit besonderer Berücksichtigung der Stationen des heiligen Kreuzweges in der Gemeinde Königswalde (Pobožnost křížové cesty: se zvláštním zřetelem na zastavení svaté křížové cesty ve farnosti Království).
Karl v době realizace křížové cesty roku 1859 těžce onemocněl. Vydal se totiž v nezvyklém květnovém vedru zkontrolovat průběh stavby a po cestě zkolaboval. Na stavbu tak musel dohlížet P. Josef Riedel. Dokončena byla na podzim téhož roku. Křížovou cestu požehnal 25. září 1859 kvardián kláštera kapucínů P. Angelus Michel.
Sám Karl se mohl na prohlídku Křížové cesty a k modlitbě vydat až o rok později, totiž před svým odjezdem na léčení do Mariánských Lázní. Nová Křížová hora, jak se začalo říkat Kamennému vrchu, si brzy získala velkou oblibu a byla až do 2. pol. 20. století pečlivě udržována.

### Epilog

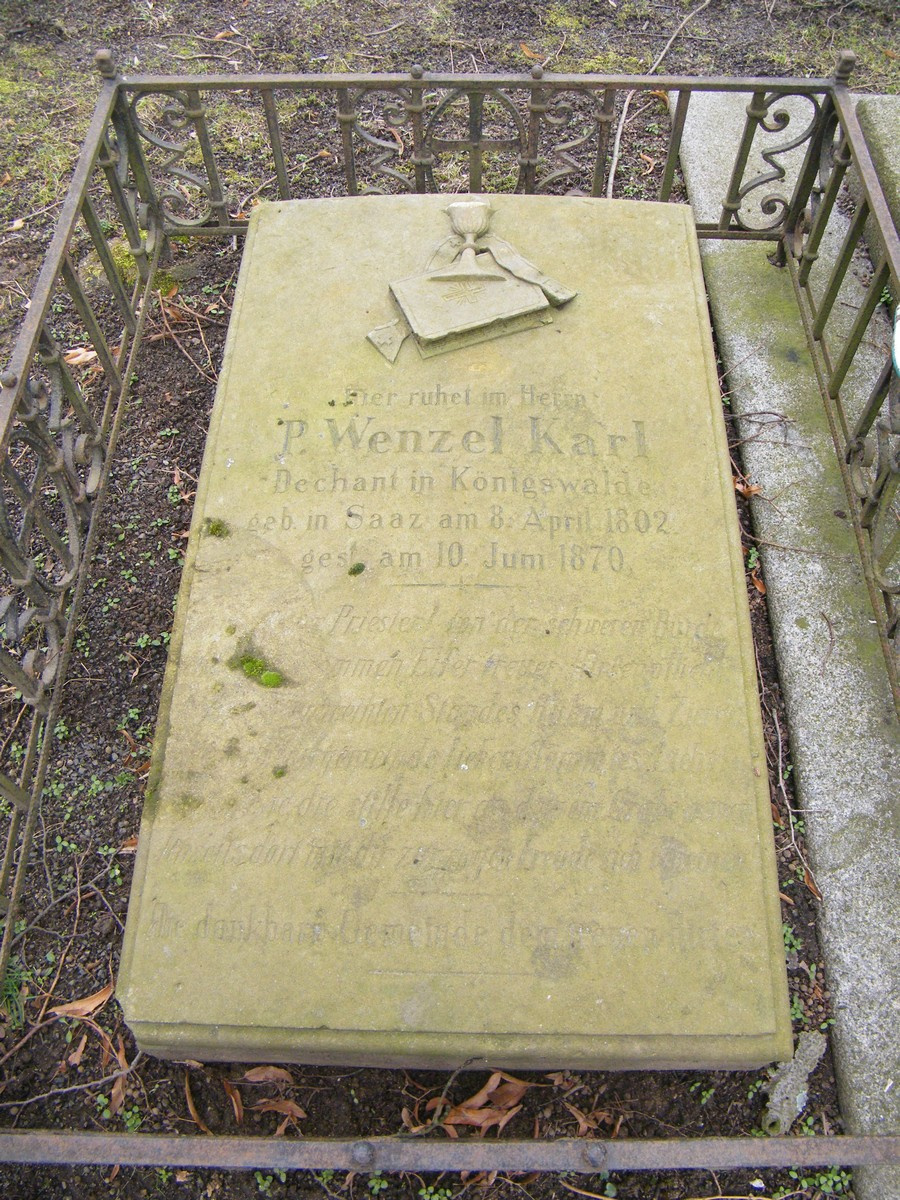
Hrob Wenzela Karla na hřbitově v Království

I když jako římskokatolický duchovní byl Karl velmi oblíben, v závěru života však prožil nepříjemnou věc, kdy jej 22. února 1868 napadl opilý rekrut Anton Neumann. Shodil jej do příkopu a bil tyčkou z plotu. Po ranách do hlavy trpěl kněz bolestmi a ztrácel paměť, díky zranění ruky měl potíže i při psaní. Důvodem útoku bylo zřejmě to, že jméno odvedence vypsal do seznamu úřadům z matriky pro vojenské účely. U soudu se za útočníka ještě přimlouva, ale Neumann nakonec dostal šest let vězení. Na vojnu sice Neumann nemusel, ale po třech letech ve vězení zemřel. Karel mezi tím v roce 1870 také zemřel. Na faře v Království se dochovala olejomalba Wenzela Karla, kde je zobrazen s květinou v rukou. Obraz byl později převezen do diecézního depozitáře. Farář Karl byl pohřben uprostřed hřbitova u kostela sv. Vavřince v Království pod vysokým křížem. Jeho hrob zdobily německé verše vyjadřující úctu k jeho působení.